# Ратценхофер, Эмиль
Эмиль Ратценхофер (нем. Emil Ratzenhofer; 2 августа 1914 года — ?) — фигурист из Австрии, бронзовый призёр чемпионатов Европы 1948 и 1949 годов, пятикратный чемпион Австрии 1943, 1946—1949 годов в парном катании в паре с сестрой Гертой Ратценхофер. Участник зимних Олимпийских игр в 1948 году. Выступал также в мужском одиночном катании.

## Спортивные достижения

### Пары
| Соревнования/Сезоны | 1940 | 1941 | 1942 | 1943 | 1946 | 1947 | 1948 | 1949 | 1950 |
| ------------------- | ---- | ---- | ---- | ---- | ---- | ---- | ---- | ---- | ---- |
| Зимние Олимпиады    |      |      |      |      |      |      | 9    |      |      |
| Чемпионаты мира     |      |      |      |      |      |      | 11   | 5    |      |
| Чемпионаты Европы   |      |      |      |      |      |      | 3    | 3    |      |
| Чемпионаты Австрии  | 3    | 2    |      | 1    | 1    | 1    | 1    | 1    | 3    |

### Мужчины
| Соревнования/Сезоны | 1935 | 1936 | 1937 | 1938 | 1939 |
| ------------------- | ---- | ---- | ---- | ---- | ---- |
| Чемпионаты мира     |      |      | 9    |      |      |
| Чемпионаты Европы   | 9    |      |      |      | 7    |
| Чемпионаты Австрии  |      |      | 3    | 3    | 3    |